# Bad Luck!
Pour les articles homonymes, voir Bad Luck (homonymie).
Pour plus de détails, voir Fiche technique et Distribution.
Bad Luck! (Double Whammy) est une comédie dramatique américaine réalisée par Tom DiCillo, sortie en 2001.

## Synopsis
Ray Pluto est le moins chanceux des détectives américains.
Toutes ses actions, mauvaises ou même bonnes, lui retombent dessus et lui forment une mauvaise réputation.
Tous les contextes sont bons pour le héros pour s'enfoncer dans la malchance, même quand il aide ses concitoyens ou est victime d'un mal de dos.

## Fiche technique
- Titre français : Bad Luck!
- Titre original : Double Whammy
- Réalisation : Tom DiCillo
- Scénario : Tom DiCillo
- Musique : Jim Farmer
- Photographie : Robert D. Yeoman
- Montage : Camilla Toniolo
- Production : Larry Katz, David Kronemeyer, Jim Serpico (en) et Marcus Viscidi
- Société de production : Gold Circle Films, Lemon Sky Productions, Apostle & Myriad Pictures
- Société de distribution : CTV International
- Pays d'origine :  États-Unis
- Langue originale : anglais
- Format : couleur - 1,85:1 - 35 mm - Dolby Digital - DTS
- Genre : comédie dramatique
- Durée : 96 minutes
- Certification : tous publics
- Dates de sortie :
  - États-Unis : 20 janvier 2001 ( États-Unis)
  - France : septembre 2001 (Festival de Deauville) ; 17 octobre 2001 (sortie nationale)

## Distribution
- Denis Leary : Ray Pluto
- Elizabeth Hurley : Dr Ann Beamer
- Luis Guzmán : Juan Benitez
- Donald Faison : Cletis
- Keith Nobbs (VF : Antoine Tomé) : Duke
- Chris Noth (VF : Gabriel Le Doze) : Chick Dimitri
- Steve Buscemi : Jerry Cubbins
- Victor Argo : Sean Phillips
- Maurice Compte : Jo Jo
- Otto Sanchez : Ping Pong
- Melonie Diaz : Maribel Benitez
- Millie Tirelli : Yolanda Benitez

 Source et légende : version française (VF) sur RS Doublage